# Associação Desportiva de Handebol 15 de Piracicaba
A Associação Desportiva de Handebol 15 de Piracicaba é uma agremiação esportiva da cidade de Piracicaba, interior do estado de São Paulo fundada no dia 8 de dezembro de 2007. O clube disputa atualmente o Campeonato Paulista de Handebol Masculino.

## História
O clube foi fundado com a proposta de difundir a prática do handebol no município de Piracicaba e região. Os primeiros trabalhos foram direcionados para a iniciação e formação de jovens atletas. As equipes de competição, nos naipes masculino e feminino, são mantidos nas categorias juvenil, júnior e adulto.
As equipes também participam de competições estaduais, como o Campeonato Paulista da FPHand (Federação Paulista de Handebol), e as edições dos Jogos Regionais e dos Jogos Abertos do Interior.